# Nicolai Jørgensen
Nicolai Mick Jørgensen (* 15. Januar 1991 in Ballerup) ist ein ehemaliger dänischer Fußballspieler. Der Stürmer lief in 41 Länderspielen für Dänemark auf.

## Karriere

### Verein

#### Akademisk Boldklub
Jørgensen spielte in der Jugend für Skovlunde IF und Brøndby IF, später in der Jugendmannschaft des Akademisk Boldklub. Im Januar 2009 gelang ihm der Sprung in die erste Mannschaft des Vereins und er spielte in der zweiten dänischen Liga. In eineinhalb Jahren kam er auf 31 Einsätze, in denen er sieben Treffer erzielte.

#### Bayer 04 Leverkusen
Im Sommer 2010 wechselte Jørgensen zu Bayer 04 Leverkusen in die deutsche Bundesliga. Sein Pflichtspiel-Debüt für die Rheinländer gab er am 27. August 2010, als er im Play-off-Rückspiel der UEFA Europa League gegen Tawrija Simferopol in der 80. Minute für Eren Derdiyok eingewechselt wurde. Sein erstes Spiel in der Bundesliga absolvierte er am 29. August 2010 bei der 3:6-Niederlage gegen Borussia Mönchengladbach als Einwechselspieler für Tranquillo Barnetta. In dieser Saison wurde er mit Bayer Leverkusen Vizemeister. In der Europa League absolvierte Jørgensen neun Spiele. In der Hinrunde der Saison 2011/12 kam er zu sechs Kurzeinsätzen. Am 1. November 2011 gab er sein Debüt in der Champions League, als er im Gruppenspiel gegen den FC Valencia in der 84. Minute für Sidney Sam eingewechselt wurde. In diesem Wettbewerb kam er zu insgesamt zwei Einsätzen.

##### Leihe nach Kaiserslautern
Zur Rückrunde 2011/12 wechselte Jørgensen auf Leihbasis zum 1. FC Kaiserslautern. Er unterschrieb einen Leihvertrag über eineinhalb Jahre. Es wurde keine Kaufoption vereinbart. Nach dem Abstieg des FCK in die 2. Liga kehrte Jørgensen vorzeitig nach Leverkusen zurück.

#### FC Kopenhagen

##### 2012/13
Nach seiner Rückkehr nach Leverkusen wurde Jørgensen für die Saison 2012/13 an den FC Kopenhagen weiterverliehen. Am 15. Juli 2012 gab er sein Debüt für den FC Kopenhagen, als er beim 4:2-Sieg am ersten Spieltag der Superliga gegen den FC Midtjylland in der 58. Minute für Cristian Bolaños eingewechselt wurde. Am 1. August 2012 spielte er beim 0:0 im Hinspiel in der 3. Qualifikationsrunde zur Champions League gegen den FC Brügge für den FC Kopenhagen. Sieben Tage später erzielte er im Rückspiel in Brügge den Treffer zum 1:1 und trug zum 3:2-Sieg des FC Kopenhagen bei, der die Play-offs erreichte. Am 18. August 2012 erzielte Jørgensen beim 1:1 am sechsten Spieltag im Derby gegen seinen Jugendklub Brøndby IF sein erstes Tor für den FC Kopenhagen im Punktspielbetrieb. Jørgensen scheiterte mit der Mannschaft in den Play-offs zur Champions League am OSC Lille, qualifizierte sich mit dem FC Kopenhagen jedoch für die Gruppenphase der Europa League. Jørgensen kam in der Gruppenphase der Europa League zu vier Einsätzen und schied mit dem FC Kopenhagen als Gruppendritter aus. In der Liga kam er zu 27 Spielen, in denen ihm elf Treffer gelangen; im dänischen Pokalwettbewerb spielte er einmal. Zum Ende der Saison stand der Gewinn der dänischen Meisterschaft.

##### 2013/14
Zur Saison 2013/14 wurde er vom FC Kopenhagen fest verpflichtet. Der FC Kopenhagen war als dänischer Meister direkt für die Gruppenphase der Champions League qualifiziert. Am 17. September 2013 erzielte Jørgensen sein erstes Tor in der Champions League beim 1:1 im Auftaktspiel gegen Juventus Turin. In der Gruppenphase der Champions League kam er in allen sechs Partien zum Einsatz; der FC Kopenhagen schied als Gruppenletzter aus dem Wettbewerb aus. In der Liga musste man den Meistertitel an Aalborg BK abtreten. Das Pokalfinale verlor man ebenfalls gegen Aalborg BK mit 2:4. Jørgensen, der in der Liga zu 16 Einsätzen und sieben Toren gekommen war und den Großteil der Rückrunde verletzungsbedingt verpasst hatte, wurde im Endspiel in der 68. Minute für Igor Vetokele eingewechselt.

##### 2014/15
In den Champions-League-Play-offs 2014/15 traf Jørgensen mit dem FC Kopenhagen auf seinen ehemaligen Verein Bayer 04 Leverkusen; der FC Kopenhagen schied aus und qualifizierte sich für die Gruppenphase der Europa League. Am 18. September 2014 erzielte er im ersten Spiel in der Europa-League-Gruppenphase gegen HJK Helsinki beide Tore zum 2:0-Sieg. Er kam im Wettbewerb zu sechs Einsätzen und schied mit dem FC Kopenhagen nach der Gruppenphase aus. In der Liga kam Jørgensen zu 25 Einsätzen und zehn Toren. Der Meistertitel wurde erneut verpasst. Im Pokalwettbewerb spielte er in vier Partien, auch im Endspiel, das der FC Kopenhagen mit 3:2 n. V. gegen den FC Vestsjælland gewann. Dabei wurde er nach 70 Minuten verletzungsbedingt durch Christian Poulsen ersetzt.

##### 2015/16
In der Saison 2015/16 kam Jørgensen zu 31 Einsätzen und 15 Toren in der Liga. Der FC Kopenhagen wurde erstmals seit 2013 wieder Meister. Im dänischen Pokalwettbewerb gelang dem FC Kopenhagen die Titelverteidigung, nachdem man im Endspiel Aarhus GF mit 2:1 geschlagen hatte. Jørgensen kam zu fünf Einsätzen und zwei Toren im Wettbewerb. Auch im Endspiel kam er zum Einsatz und erzielte die 1:0-Führung. International schied er mit der Mannschaft in der dritten Qualifikationsrunde zur Europa League gegen den FK Jablonec aus.

#### Feyenoord Rotterdam
Zur Saison 2016/17 wechselte Jørgensen in die Niederlande zu Feyenoord Rotterdam. Er unterschrieb einen bis 2021 laufenden Vertrag.

##### 2016/17
Sein Debüt für Feyenoord Rotterdam gab er am 31. Juli 2016 beim 0:1 im Johan Cruijff Schaal gegen den PSV Eindhoven. Am 7. August 2016 debütierte er in die Eredivisie beim 5:0-Auswärtssieg am ersten Spieltag gegen den FC Groningen, bereitete ein Tor vor und erzielte den Treffer zum Endstand. In der Europa League kam er in allen sechs Gruppenspielen zum Einsatz und schied mit der Mannschaft nach der Gruppenphase aus. Dabei gelangen ihm zwei Tore. Im KNVB-Beker kam er zu drei Einsätzen und zwei Toren; Feyenoord schied im Viertelfinale aus. In der Meisterschaft erzielte er 21 Tore in 32 Partien und wurde am Ende der Saison mit Feyenoord niederländischer Meister.

##### 2017/18
In der Saison 2017/18 traf Jørgensen in 26 Partien zehnmal und erzielte in vier Einsätzen in der UEFA Champions League zwei Tore. Am Ende der Saison gewann er den KNVB-Beker, wobei er in diesem Wettbewerb in drei Partien zum Einsatz gekommen war und im Finale gegen AZ Alkmaar das Tor zur 1:0-Führung erzielt hatte.

### Nationalmannschaft
Jørgensen durchlief von der U-18 bis zur U-21 alle dänischen U-Nationalmannschaften. 2011 wurde er vom damaligen dänischen U-21-Nationaltrainer Keld Bordinggaard für den Kader zur U-21-Europameisterschaft 2011 nominiert. Er erzielte im zweiten Gruppenspiel gegen Weißrussland den 2:1-Siegtreffer.
Am 11. November 2011 gab Jørgensen sein Debüt für die dänische A-Nationalmannschaft in einem Freundschaftsspiel in Kopenhagen gegen Schweden. Beim 2:0-Sieg wurde er in der 71. Spielminute für Nicklas Bendtner eingewechselt. Bei den Qualifikationsspielen zur EM 2016 in Frankreich, bei der die Nationalmannschaft den dritten Platz belegte, kam er zu drei Einsätzen.

## Erfolge
- FC Kopenhagen
  - Dänischer Meister (2): 2013, 2016
  - Dänischer Pokalsieger: 2015

- Feyenoord Rotterdam
  - Niederländischer Meister: 2017
  - Niederländischer Pokalsieger: 2018
  - Niederländischer Supercupsieger: 2017

- Persönlich
  - Torschützenkönig der Eredivisie: Eredivisie 2016/17 (21 Tore)